# Ghesquierellana thaumasia
Ghesquierellana thaumasia là một loài bướm đêm trong họ Crambidae.